# Helvecia Viera
María Helvecia Viera Sánchez (Chile, 3 de junho de 1928 - Santiago, 29 de março de 2009) foi uma atriz e humorista chilena. 
Ficou conhecida nacionalmente quando formou dupla com seu marido, Eduardo Aránguiz, no humorístico Los Morisquetos, apresentado na televisão entre as décadas de 1960 e 1990.
Também trabalhou no teatro e em novelas e programas humorísticos da televisão chilena, como:
- Don Floro (canal Megavisión)
- Versus (telenovela da Televisión Nacional de Chile)
- El cuento del tío (canal Televisión Nacional de Chile)
- Venga conmigo (canal 13)
- Morande con Compañía (canal Megavisión)